# Bendelan
Bendelan is een bestuurslaag in het regentschap Bondowoso van de provincie Oost-Java, Indonesië. Bendelan telt 1978 inwoners (volkstelling 2010).